# Lernanthropus wilsoni
Lernanthropus wilsoni är en kräftdjursart som beskrevs av Arthur Sperry Pearse 1952. Lernanthropus wilsoni ingår i släktet Lernanthropus och familjen Lernanthropidae. Inga underarter finns listade i Catalogue of Life.